# Lười cổ trắng
Lười cổ trắng hay còn gọi là Lười họng nhạt hay lười họng tái (Danh pháp khoa học: Bradypus tridactylus) là một loài động vật có vú trong họ lười Bradypodidae, bộ Pilosa. Loài này được Linnaeus mô tả năm 1758. Lười họng nhạt thường sinh sống ở rừng mưa nhiệt đới ở miền bắc Nam Mỹ. Trong số những con lười, chúng được coi là một trong những loài vật lười biếng nhất thế giới, tiêu biểu cho loài lười. Loài lười với cái tên biểu thị tính cách được cho là lười biếng nhất. Nhưng trong loài lười, thì có một loài được coi là Vua lười.

## Đặc điểm
Chúng có một cái đầu tròn, nằm trên một cái cổ dài và mềm dẻo, cổ của chúng đặc biệt dễ quay tới quay lui. Lười có hơn các động vật có vú khác đến 2 đốt sống cổ cho phép chúng xoay đầu một cách nhẹ nhàng quanh một cung 270 độ, con lười có đến 9 đốt sống cổ trong khi hầu hết động vật hữu nhũ chỉ có 7 đốt sống cổ. Đôi mắt và đôi tai nhỏ, so với thân mình to kềnh càng. Nó tương tự như hình dáng, và thường bị nhầm lẫn với, lười họng nâu, là loài có phạm vi phân phối rộng lớn hơn nhiều. Bằng chứng di truyền có thể giải thích cho thấy hai loài tách ra chỉ khoảng 400.000 năm trước đây, mặc dù các bằng chứng gần đây nhất cho thấy sự chia tách là gần 6 triệu năm.
Bộ lông màu nâu xám, dày và lởm chởm với những đốm trắng và vàng trên lưng. Các chi dài, tay trước dài hơn chân sau. Lòng bàn tay và lòng bàn chân đều có lông. Chiều dài thân mình con trưởng thành khoảng 55 cm, đuôi dìa khoảng 7 cm, cân nặng khoảng 4,5 kg. Chúng thường im lặng, nhưng cũng có thể phát ra những tiếng kêu rít. Mặc dù chậm chạp, nhưng ít khi các loài thú khác tấn công được chúng, bởi chúng có bộ móng vuốt vô cùng sắc bén. Bình thường, bộ móng vuốt này giúp chúng treo mình trên cây, nhưng khi gặp nguy hiểm thì biến thành vũ khí. Chỉ một cú vả chúng thì ngay cả thú ăn thịt toạc da, tóe máu. Mỗi ngón tay và mỗi ngón chân đều có một móng vưốt vừa cong và dài, đủ để gây ra những vết thương sâu. Một cú đánh bằng vuốt nhọn có thể làm cho thú dữ phải chựng lại.

## Tập tính
Chúng phân bố ở Trung và Nam Mỹ trong những rừng cây và dọc bờ sông, nơi có cây Cecropia lyratiloba sinh sống. Ít có con thú nào di chuyển chậm chạp như nó, mỗi ngày, con vật này chỉ di chuyển trung bình 28 mét. Món ăn ưa thích của Bradypus tridactylus là lá cây, cành non loại cây Cecropia lyratiloba, chúng chỉ thích ăn lá, trái cây, cành non của loại cây này. Do thị giác và thính giác của chúng rất kém, nên chúng giống như bị mù. Chúng tìm thức ăn theo kiểu mù, đó là ngửi và sờ mó. Chúng chỉ từ từ kéo vào và ăn những thứ ở trong tầm với của miệng, với một tốc độ chậm, thậm chí, chúng lười đến nỗi không chịu đưa tay kéo chiếc lá vào miệng, mà chỉ ăn những chiếc lá non ở ngay miệng, cũng với một tốc độ rất chậm. 

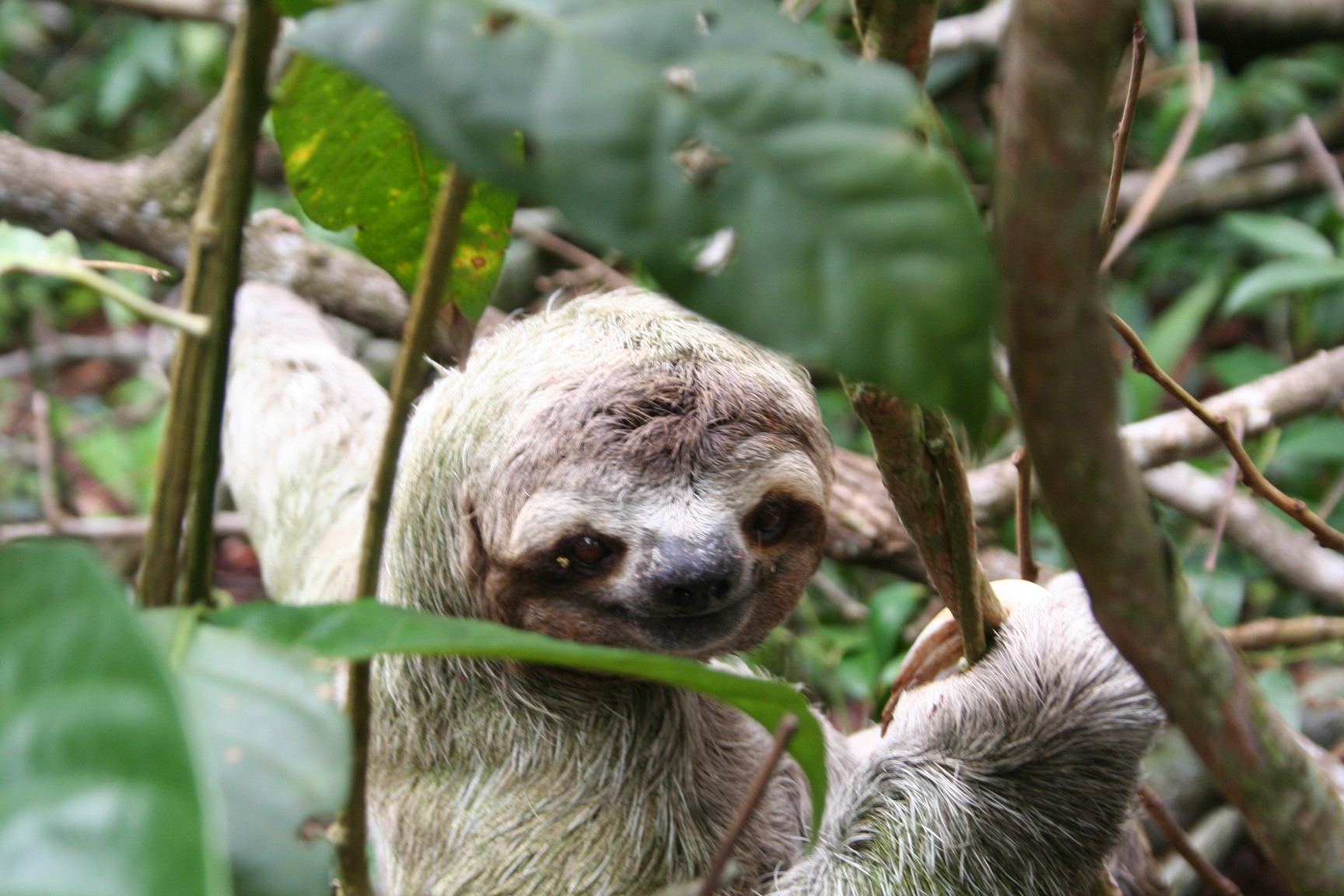
Một con lười họng tái

Vì sự chậm chạp trong hành động, mà chúng tiêu tốn năng lượng rất ít, cơ thể của chúng tiêu hóa thức ăn cũng với tốc độ chậm. Phải mất một tháng, chúng mới tiêu hóa hết thức ăn có trong dạ dày. Do lười biếng trong việc tìm kiếm thức ăn, nên cơ thể chúng tiêu hóa cạn kiệt, không lãng phí chút thức ăn nào kiếm được. Cơ thể chúng luôn tìm cách hấp thu hết mức có thể các chất bổ dưỡng trong thức ăn. Bao tử của chúng cũng đủ to để chứa một lượng thức ăn tương đương với 1/3 trọng lượng cơ thể và như vậy, chúng chiếm một tỷ lệ lớn so với kích thước cơ thể.
Chúng có khả năng treo mình bất động trên cây nhiều giờ liền. Những loài thú ăn thịt không nhận ra chúng với tư thế bất động như xác chết. Vì chúng cực kỳ ít di chuyển, lại di chuyển cực chậm, nên vào mùa mưa, các loại tảo, rêu mốc mọc kín lông, khiến chúng biến thành màu xanh rêu. vào mùa mưa khi tảo xanh mọc nhiều trên lông chúng. Bộ lông vừa dài, vừa dày, lớp lông ngoài cùng có các khe, tảo xanh mọc trong những khe này, tạo cho chúng những bộ lông màu hơi xanh. Chúng còn có kiểu sinh hoạt khá lạ là quanh năm suốt tháng treo ngược thân thể lên cành cây. Lúc ăn, lúc ngủ, thậm chí khi đẻ cũng treo mình như võng, ngửa bụng lên trời.
Phần lớn thời gian trong ngày là ngủ treo mình trên cây. Chúng chỉ hoạt động kiếm ăn vào ban đêm, sẵn sàng đánh đuổi những con lười khác cùng giới tính xâm nhập vào khu vực sinh sống của mình. Chúng cũng có thể ngâm mình dưới nước giỏi hơn bất kỳ động vật nào trên cạn.Mặc dù phần lớn thời gian treo ngược trên cây, nhưng thi thoảng chúng cũng xuống đất để đi vệ sinh. Chúng tạo ra cái lỗ, rồi mỗi tuần đi vệ sinh một lần vào đó. Khi chúng xuống đất, chúng nằm ngửa hoặc nằm sấp, dùng móng vuốt bập vào đất để kéo lê cơ thể đến chỗ đi vệ sinh. Chính vì thế, nếu xuống đất chúng dễ dàng trở thành món mồi ngon cho báo đốm và nhiều loài thú dữ khác.
Mùa giao phối của chúng vào tháng 3 và tháng 4. Con cái mang thai tới 180 ngày và chỉ sinh duy nhất một con. Lười con được mẹ sinh ra trong tư thế treo ngửa trên cây. Vừa ra đời, lười non đã biết bám vào lông mẹ và sống trên bụng mẹ. Sau 5 tuần tuổi, chúng đã có thể tự leo trèo. Chúng bú mẹ khoảng 1 tháng, thì được mẹ nhai mớm món lá cây. Khoảng 6 tháng tuổi chúng sẽ tự kiếm ăn..

## Hình ảnh

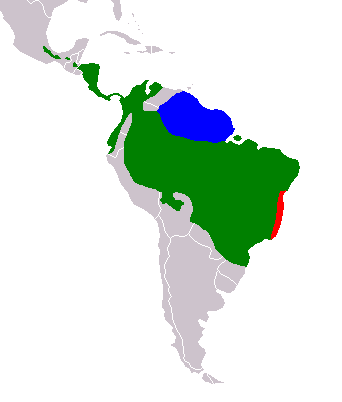
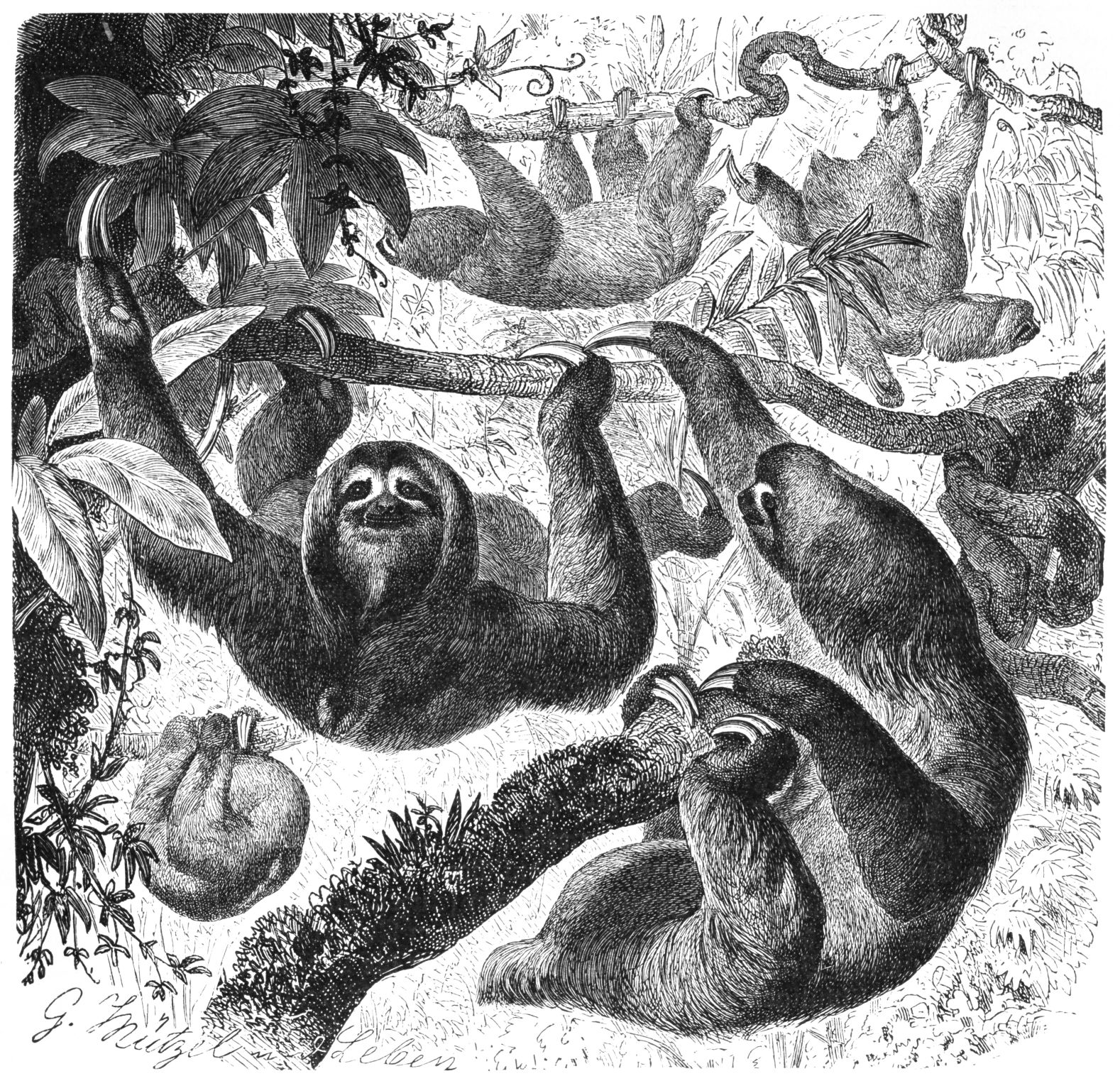
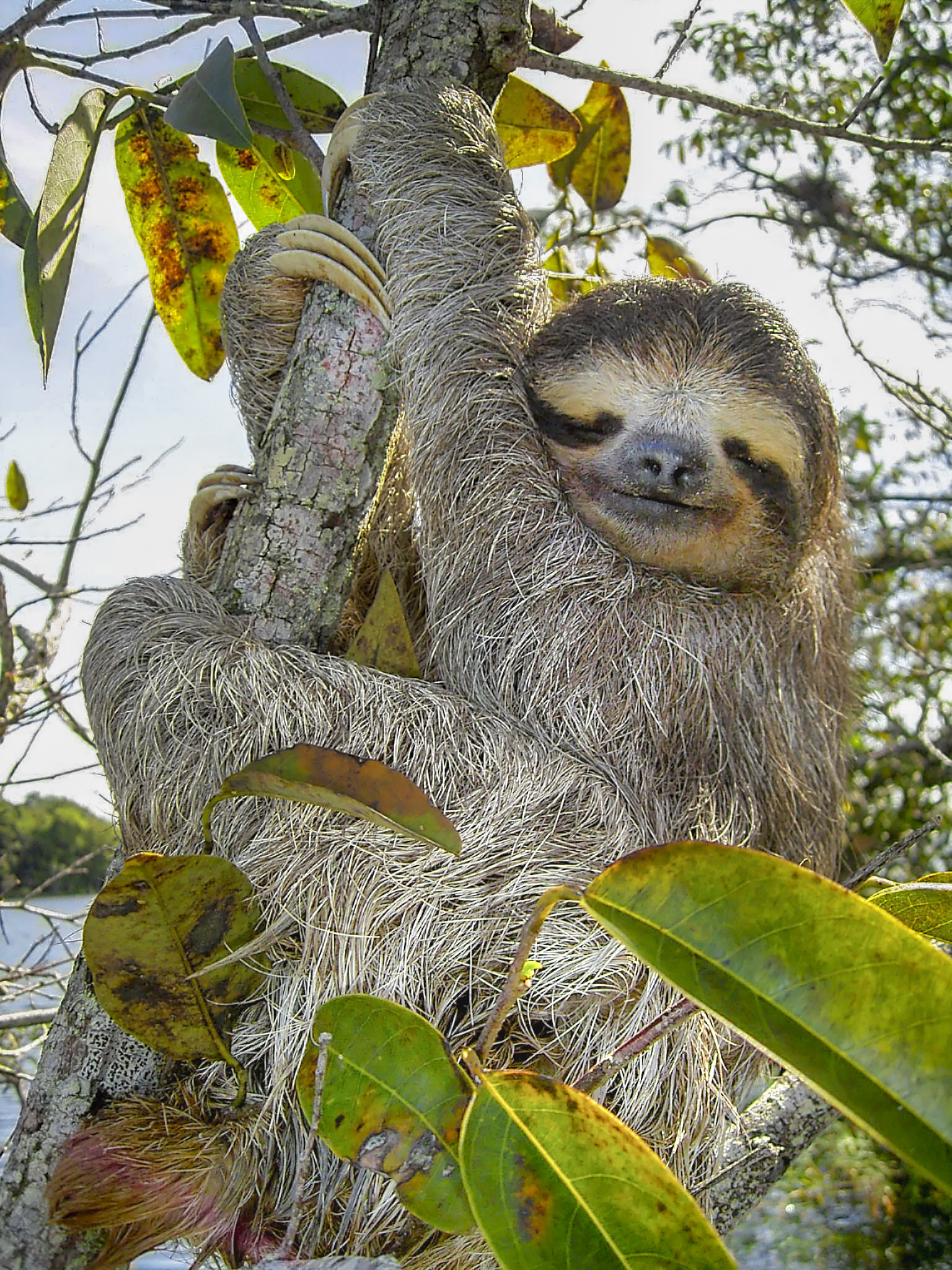
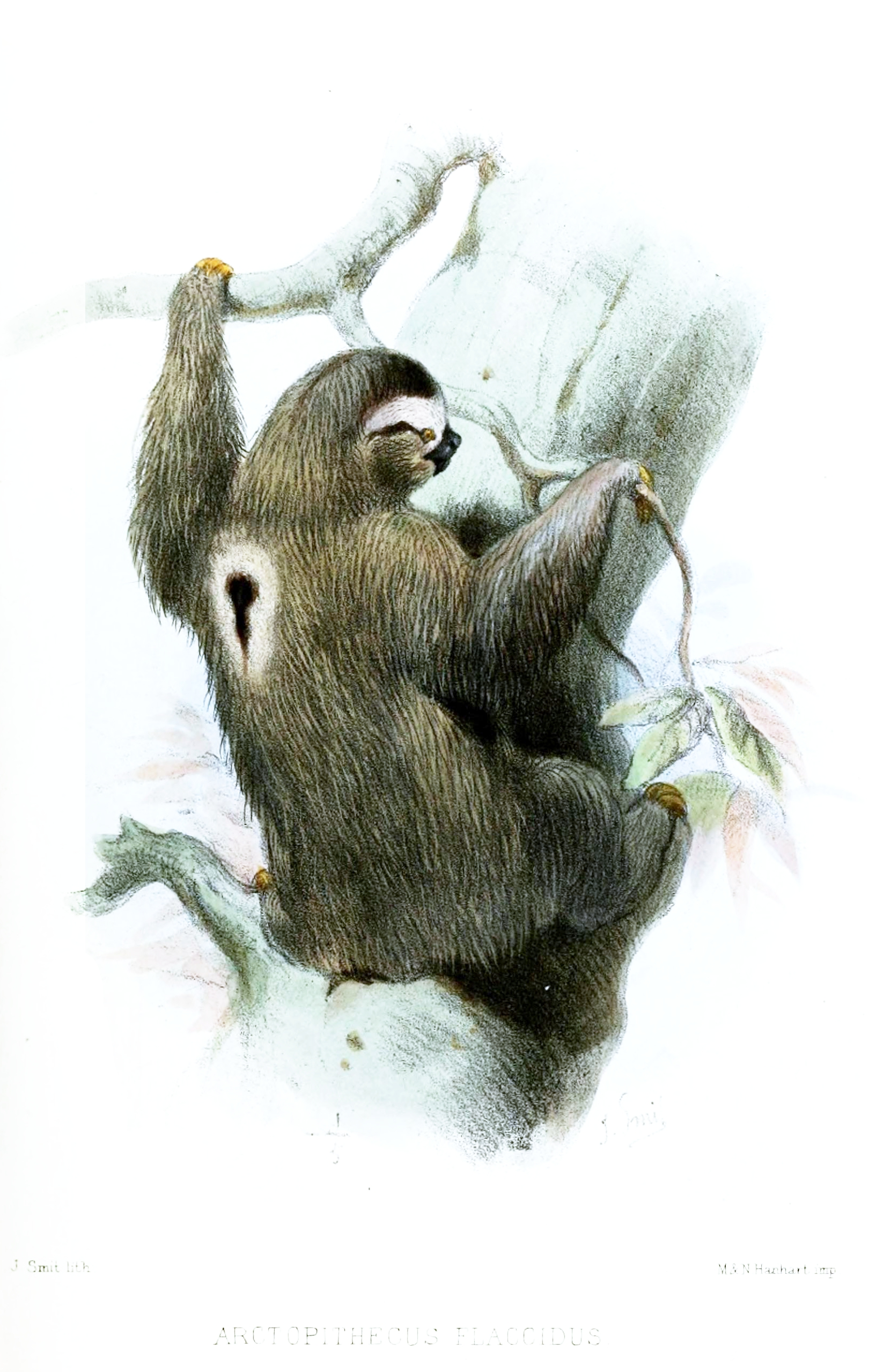